# اچینگ شیمیایی به کمک فلز

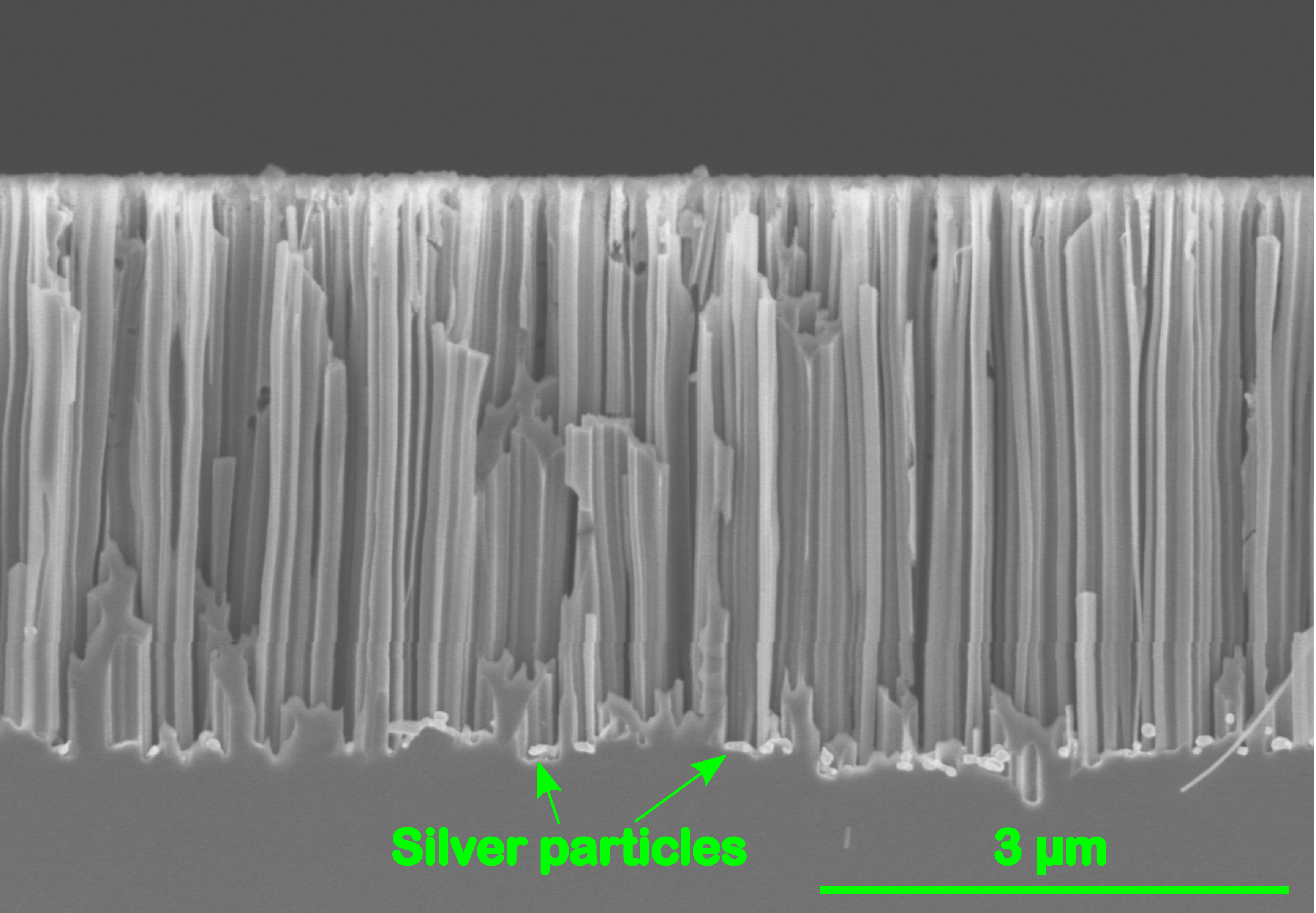
نمای مقطعی از یک ویفر سیلیکونی پس از اچینگ شیمیایی به کمک فلز (MACE). سرعت انحلال سیلیکون به دلیل نانوذرات نقره که در ابتدا روی سطح رسوب می‌کنند، به صورت موضعی افزایش می‌یابد. در نهایت، نانوذرات نقره به درون ویفر "فرو می‌روند" و منافذ ستونی را به جا می‌گذارند.

اچینگ شیمیایی به کمک فلز (همچنین با نام MACE شناخته می‌شود) فرآیند اچینگ شیمیایی مرطوب نیمه‌رساناها (عمدتاً سیلیکون ) با استفاده از یک کاتالیزور فلزی است؛ که معمولاً به شکل یک فیلم نازک یا نانوذرات روی سطح یک نیمه‌رسانا رسوب داده می‌شود. نیمه‌رسانا، که با فلز پوشانده شده است، سپس در محلول اچینگ حاوی یک عامل اکسنده و هیدروفلوئوریک اسید غوطه‌ور می‌شود. فلز روی سطح، کاهش عامل اکسیدکننده و در نتیجه انحلال سیلیکون را کاتالیز می‌کند. در بیشتر پژوهش‌های انجام‌شده، این پدیده افزایش سرعت انحلال نیز از نظر مکانی محدود است، به طوری که در مجاورت نزدیک به یک ذره فلزی در سطح، افزایش می‌یابد. در نهایت این منجر به تشکیل منافذ مستقیمی می‌شود که در نیمه‌رسانا اچ شده‌اند (شکل سمت راست را ببینید). این یعنی، یک الگوی از پیش تعریف‌شده از فلز روی سطح می‌تواند مستقیماً به یک زیرلایه نیمه‌رسانا منتقل شود.

## تاریخچه توسعه
MACE یک فناوری نسبتاً جدید در مهندسی نیمه‌رسانا است و بنابراین هنوز فرآیندی نیست که در صنعت مورد استفاده قرار گیرد. اولین تلاش‌های MACE شامل یک ویفر سیلیکونی بود که بخشی از آن با آلومینیوم پوشانده شده و سپس در محلول اچینگ غوطه‌ور شده بود. این ترکیب مواد منجر به افزایش سرعت اچینگ در مقایسه با سیلیکون خالص شد. اغلب این اولین تلاش، به جای اچینگ شیمیایی به کمک فلز، اچینگ گالوانیک نیز نامیده می‌شود.
تحقیقات بیشتر نشان داد که یک لایه نازک از یک فلز نجیب که روی سطح ویفر سیلیکونی رسوب داده شده است، می‌تواند به صورت موضعی سرعت اچینگ را نیز افزایش دهد. به ویژه، مشاهده شد که ذرات فلزات نجیب هنگامی که نمونه در محلول اچینگ حاوی عامل اکسید کننده و هیدروفلوئوریک اسید غوطه‌ور می‌شود، به داخل ماده فرو می‌روند (به تصویر در مقدمه مراجعه کنید). این روش اکنون معمولاً اچینگ شیمیایی سیلیکون به کمک فلز نامیده می‌شود. نیمه‌رساناهای دیگری نیز با موفقیت با MACE اچ شدند، مانند سیلیسیم کاربید یا نیترید گالیوم با این حال، بخش اصلی تحقیقات به MACE سیلیکون اختصاص داده شده است.
نشان داده شده است که هم فلزات نجیب مانند طلا، پلاتین، پالادیوم، و نقره، و هم فلزات پایه مانند آهن، نیکل،  مس، و آلومینیوم می‌توانند به عنوان کاتالیزور در این فرآیند عمل کنند.

## نظریه

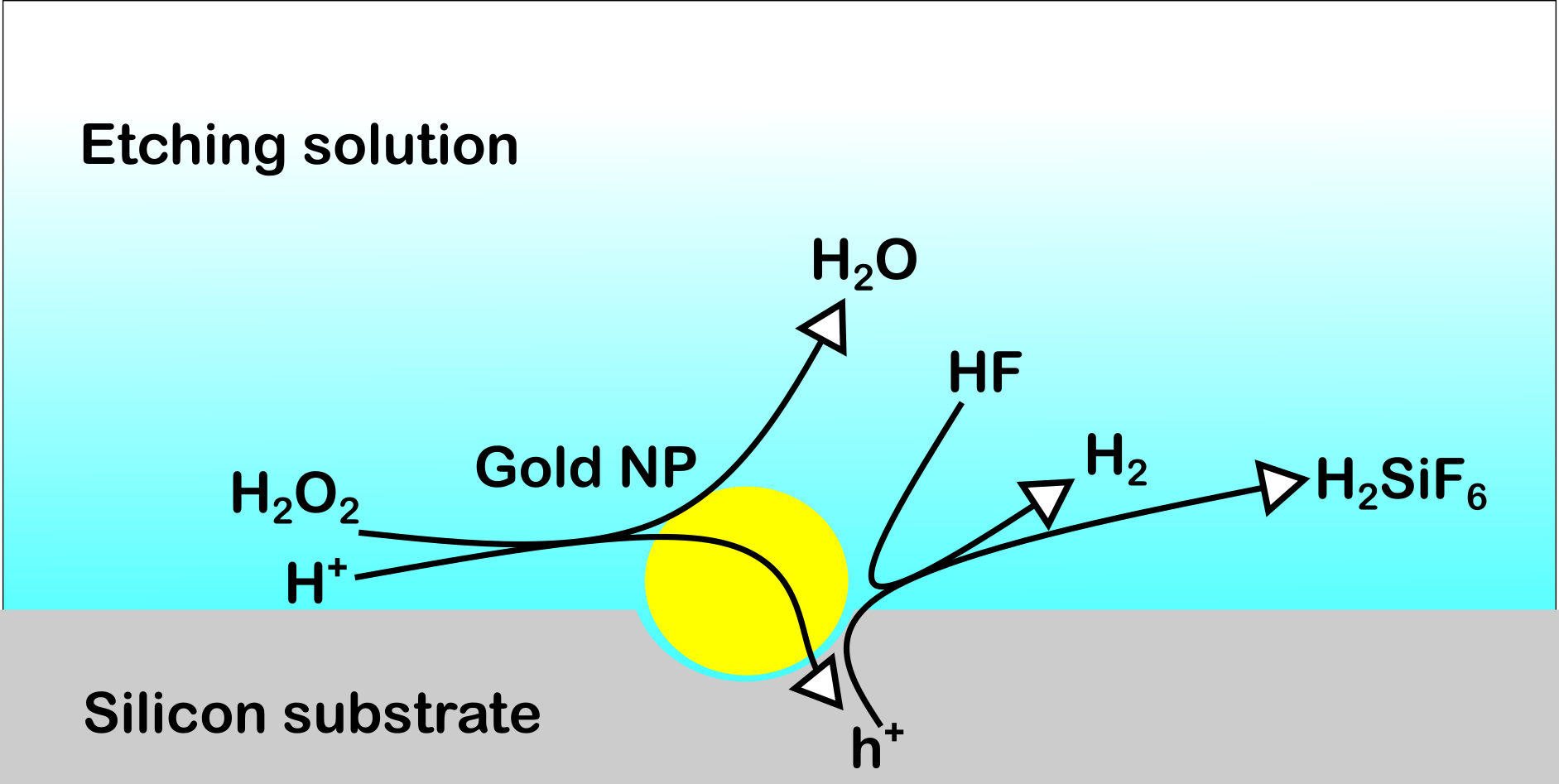
نمایش مکانیزم MACE: کاهش یک عامل اکسیدکننده (در این مورد H2O2) در سطح یک نانوذره فلز نجیب (در این مورد طلا) کاتالیز می‌شود. به همین دلیل، حفره‌ها (h +) به نوار ظرفیت زیرلایه سیلیکونی تزریق می‌شوند. این حفره‌ها پیوندهای شیمیایی را در فصل مشترک سیلیکون/محلول اچینگ تضعیف می‌کنند و بنابراین انحلال زیرلایه با HF رخ می‌دهد.

برخی از عناصر MACE به طور گسترده در جامعه علمی پذیرفته شده‌اند، درحالیکه برخی دیگر هنوز مورد بحث هستند. توافقی وجود دارد که کاهش عامل اکسیدکننده توسط ذره فلز نجیب کاتالیز می‌شود (شکل سمت چپ را ببینید). این بدان معناست که ذره فلزی دارای بار مثبت اضافی است که در نهایت به زیرلایه سیلیکونی منتقل می‌شود. هر یک از بارهای مثبت موجود در زیرلایه را می‌توان به عنوان یک حفره (h + ) در نوار ظرفیت زیرلایه شناسایی کرد، یا به عبارت شیمیایی‌تر، می‌توان آن را به عنوان یک پیوند Si-Si ضعیف شده به دلیل حذف یک الکترون تعبیر کرد. پیوندهای ضعیف‌شده می‌توانند توسط گونه‌های هسته‌دوست مانند HF یا H2O مورد حمله قرار گیرند، که به نوبه خود منجر به حل شدن زیرلایه سیلیکونی در مجاورت ذرات فلز نجیب می‌شود.
از دیدگاه ترمودینامیکی، فرآیند MACE به این دلیل امکان‌پذیر است که پتانسیل اکسید و احیا زوج اکسایش-کاهش مربوط به عوامل اکسیدکننده مورد استفاده ( هیدروژن پراکسید یا پرمنگنات پتاسیم ) در مقیاس انرژی الکتروشیمیایی، پایین‌تر از لبه نوار ظرفیت است. در واقع، می‌توان گفت که پتانسیل الکتروشیمیایی الکترون در محلول اچینگ (به دلیل وجود عامل اکسیدکننده) کمتر از پتانسیل الکتروشیمیایی الکترون در زیرلایه است، در نتیجه الکترون‌ها از سیلیکون حذف می‌شوند. در نهایت، این تجمع بار مثبت منجر به انحلال سوبسترا توسط اسید هیدروفلوئوریک می‌شود.
MACE شامل چندین واکنش‌ مجزا است. در ذره فلزی، عامل اکسیدکننده کاهش می‌یابد. در مورد پراکسید هیدروژن، این را می‌توان به صورت زیر نوشت:
H
2O
2 + 2 H+
  →  2 H
2O + 2 h+

سپس حفره‌های ایجاد شده (h+) در طول انحلال سیلیکون مصرف می‌شوند. چندین واکنش ممکن وجود دارد که از طریق آنها انحلال می‌تواند اتفاق بیفتد، اما در اینجا تنها یک مثال آورده شده است:
Si + 6 HF + 4 h+
  →  SiF
62-
 + 6 H+

هنوز جنبه‌های نامشخصی از فرآیند MACE وجود دارد. مدل پیشنهادی فوق مستلزم تماس ذره فلزی با زیرلایه سیلیکونی است؛ که به نوعی با قرار گرفتن محلول اچینگ در زیر ذره در تضاد است. این را می‌توان با انحلال و رسوب مجدد فلز در طول MACE توضیح داد. به طور خاص، پیشنهاد شده است که برخی از یون‌های فلزی از ذرات حل شده و در نهایت، با یک واکنش اکسایش-کاهش دوباره در سطح سیلیکون رسوب می‌کنند. در این حالت، ذره فلزی (یا حتی لایه‌های نازک فلز نجیب بزرگتر) می‌تواند تا حدی تماس با زیرلایه را حفظ کند، درحالیکه حکاکی می‌تواند تا حدی در زیر فلز انجام شود.
همچنین مشاهده شده است که در مجاورت منافذ مستقیم، همانطور که در مقدمه نشان داده شده است، یک ناحیه میکرومتخلخل بین منافذ نیز تشکیل می‌شود. عموماً این امر به حفره‌هایی نسبت داده می‌شود که از ذره دور می‌شوند؛ و از این رو به اچینگ در مکان‌های دورتر کمک می‌کنند. این رفتار به نوع آلایش زیرلایه و همچنین نوع ذره فلز نجیب بستگی دارد. بنابراین، پیشنهاد می‌شود که تشکیل چنین ناحیه متخلخلی در زیر منافذ مستقیم به نوع سدی که در فصل مشترک فلز/سیلیکون تشکیل می‌شود، بستگی دارد. در مورد خمیدگی نوار به سمت بالا، میدان الکتریکی در ناحیه تخلیه به سمت فلز خواهد بود. بنابراین، حفره‌ها نمی‌توانند بیشتر به درون زیرلایه نفوذ کنند و بنابراین هیچ تشکیل ناحیه میکرومتخلخلی مشاهده نمی‌شود. در مورد خمیدگی نواری رو به پایین، حفره‌ها می‌توانند به داخل بخش عمده‌ای از زیرلایه سیلیکونی نفوذ کرده و در نهایت، منجر به اچینگ در آنجا شوند.

## روش تجربی MACE

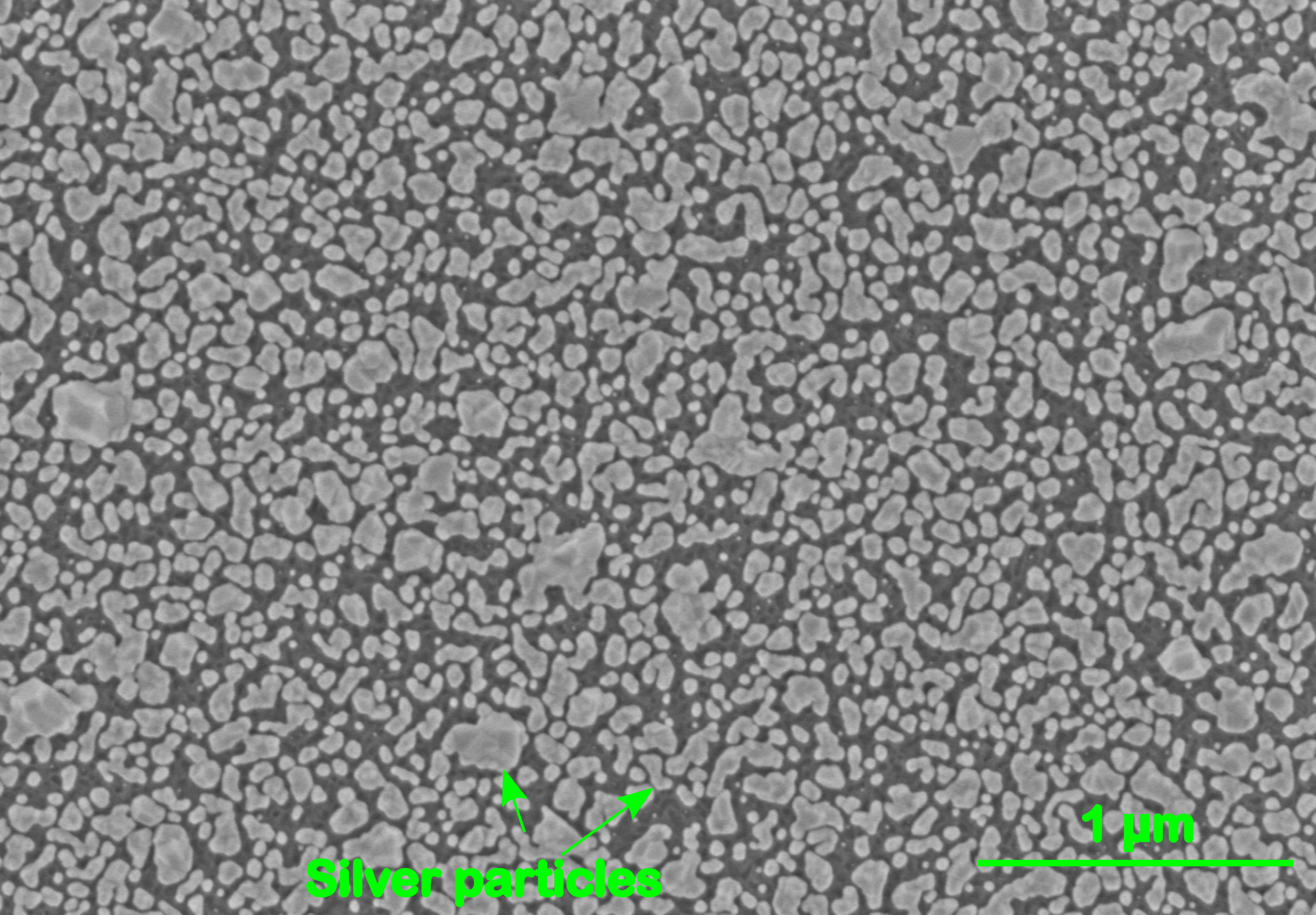
نانوذرات نقره در سطح ویفر سیلیکونی پس از غوطه‌وری در محلولی حاوی نیترات نقره و اسید هیدروفلوئوریک.

همانطور که پیش‌تر گفته شد، MACE به ذرات فلزی یا یک لایه نازک فلزی روی یک زیرلایه سیلیکونی نیاز دارد. این پوشش‌دهی را می‌توان با روش‌های مختلفی مانند رسوب کندوپاش یا تبخیر حرارتی انجام داد. روشی برای به دست آوردن ذرات از یک لایه نازک پیوسته، رطوبت‌زدایی حرارتی است. این روش‌های رسوب‌گذاری را می‌توان با لیتوگرافی ترکیب کرد، به طوری که فقط نواحی مورد نظر با فلز پوشانده شوند. از آنجایی که MACE یک روش اچینگ ناهمسان‌گرد است (اچینگ در تمام جهات فضایی انجام نمی‌شود)، یک الگوی فلزی از پیش تعریف شده می‌تواند مستقیماً به زیرلایه سیلیکونی منتقل شود. روش دیگر، برای رسوب ذرات فلزی یا لایه‌های نازک، رسوب‌دهی شیمیایی فلزات نجیب روی سطح سیلیکون است. از آنجایی که پتانسیل‌های اکسایش-کاهش زوج‌های اکسایش-کاهش فلزات نجیب پایین‌تر از لبه نوار ظرفیت سیلیکون است، یون‌های فلزات نجیب می‌توانند (همانطور که در بخش تئوری توضیح داده شد) در حین کاهش، حفره‌ها را از زیرلایه تزریق کنند (یا الکترون‌ها را استخراج کنند). در نهایت ذرات یا لایه‌های فلزی در سطح به دست می‌آیند. در نهایت، پس از رسوب‌دهی فلز روی سطح سیلیکون، نمونه در محلول اچینگ حاوی اسید هیدروفلوئوریک و عامل اکسید کننده غوطه‌ور می‌شود. اچینگ تا زمانی که عامل اکسید کننده و اسید مصرف شوند یا تا زمانی که نمونه از محلول اچینگ خارج شود، ادامه خواهد داشت.

## کاربردهای MACE

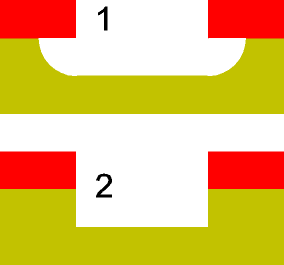
تصویر شماتیک از یک زیرلایه سیلیکونی که با یک لایه محافظ پوشانده شده است (قرمز). ۱: اچینگ شیمیایی مرطوب منجر به اچینگ ایزوتروپیک می‌شود. ۲: روش‌های اچینگ که در فاز گازی عمل می‌کنند، اچینگ ناهمسانگرد را ممکن می‌سازند اما گران هستند.

دلیل اینکه MACE به شدت مورد تحقیق قرار گرفته است این است که امکان اچینگ کاملاً ناهمسانگرد زیرلایه‌های سیلیکونی را فراهم می‌کند، کاری که با سایر روش‌های اچینگ شیمیایی مرطوب امکان‌پذیر نیست (شکل سمت راست را ببینید). معمولاً زیرلایه سیلیکونی قبل از غوطه‌ور شدن در محلول اچینگ، با یک لایه محافظ مانند لاک نوری پوشانده می‌شود. محلول اچینگ معمولاً هیچ جهت ترجیحی برای حمله به زیرلایه ندارد، بنابراین اچینگ همسان‌گرد انجام می‌شود. با این حال، در مهندسی نیمه‌هادی، اغلب لازم است که دیواره‌های جانبی شیارهای حکاکی شده شیب‌دار باشند. این امر معمولاً با روش‌هایی که در فاز گازی عمل می‌کنند، مانند زدایش یون-غیرفعال، محقق می‌شود. این روش‌ها در مقایسه با اچینگ مرطوب ساده، به تجهیزات گران‌قیمتی نیاز دارند. MACE، در اصل امکان ساخت ترانشه‌های شیب‌دار را فراهم می‌کند، اما در عین حال با روش‌های حکاکی فاز گازی، هنوز ارزان است.
علاوه بر موارد فوق، فرایند MACE در حوزهٔ انرژی و اپتوالکترونیک کاربردهای گسترده‌ای یافته است. ساخت آرایه‌های نانوسیمیلکونی با نسبت ابعاد بسیار بالا (SiNWs) از طریق MACE، ظرفیت ذخیره‌سازی سیلیکون را به‌عنوان آند در باتری‌های یون لیتیم به طور چشمگیری افزایش می‌دهد و با کاهش طول مسیر نفوذ یون لیتیم و تسهیل انتقال الکترون‌ها، پایداری چرخه‌ای و بازدهی ولتاژی بهتری را ارائه می‌کند؛ همچنین با استفاده از MACE می‌توان تماس‌های نانوحفره‌ای برای سلول‌های خورشیدی سیلیکونی ایجاد کرد که با افزایش تله‌اندازی نور و بهبود جمع‌آوری حامل‌های اقلیتی، کارایی سلول تا بیش از 25٪ ارتقاء یافته است.
در حوزهٔ حسگرها و دستگاه‌های نانوفوتونیک، MACE امکان ساخت ساختارهای متخلخل و نانوسیمیلکونی با سطح ویژه بالا را می‌دهد. به‌عنوان مثال، آرایه‌های SiNWs با عملکرد SERS می‌توانند به‌عنوان حسگرهای زیستی با قابلیت شناسایی مولکول‌های هدف در سطح پیکومولار به کار روند؛ همچنین فیلم‌های نانومتخلخل سیلیکون به کمک MACE برای حسگرهای هیدروژن با زمان پاسخ کمتر از 5 ثانیه و مصرف توان پایین بهینه شده‌اند؛ حتی حسگرهای تنفسی پوشش‌داده‌شده با Ge که نانوسیمیلکونی ماتریس دارند، در تشخیص بیماری‌های ریوی با حساسیت بالا و پاسخ سریع موفق عمل کرده‌اند.

## سیلیکون متخلخل
اچینگ شیمیایی به کمک فلز، امکان تولید سیلیکون متخلخل با خاصیت نورتابناکی را فراهم می‌کند.

## سیلیکون سیاه
سیلیکون سیاه، سیلیکونی با سطح اصلاح‌شده است و نوعی سیلیکون متخلخل محسوب می‌شود. مطالعات متعددی  در زمینه به دست آوردن سیلیکون سیاه با استفاده از فناوری MACE انجام شده است. کاربرد اصلی سیلیکون سیاه، انرژی خورشیدی است.

## گالیوم آرسنید سیاه
گالیوم آرسنید سیاه با قابلیت به دام انداختن نور، نیز توسط MACE تولید شده است.